# MG 13
Maschinengewehr 13 gọi tắt là MG 13 là loại súng máy đa chức năng của Đức được thiết lại từ khẩu súng máy sử dụng hệ thống làm mát bằng chất lỏng trong năm 1930 chuyển sang hệ thống làm mát bằng không khí.
MG 13 được đưa vào sử dụng năm 1930 như một loại súng máy hạng nhẹ. Nó có thể gắn trên bệ chống ba chân. Nó sau đó đã bị thay thế bởi một mẫu nhẹ, bắn nhanh và rẻ hơn là khẩu MG 34 tiếp đó là khẩu MG 42. Nó chính thức không còn sử dụng năm 1934 hầu hết những khẩu súng này được bán lại cho Bồ Đào Nha nơi đã dùng chúng cho đến tận cuối những năm 1940 với tên Metralhadora Dreyse m/938. Những khẩu không được bán thì được cất vào trong kho, nhưng khi thế chiến thứ hai bùng nổ thì chúng được tái sử dụng lại nhưng chỉ bởi các đơn vị ở chiến tuyến thứ hai.
MG 13 được thiết kế để sử dụng hộp đạn rời 25 viên và hộp đạn tròn 75 viên. Nó có một báng súng gấp và có một tay cầm phía trên nòng súng. Ngoài việc chiến đấu dưới mặt đất nó còn được gắn tại ụ súng phía sau của máy bay ném bom bổ nhào Junkers Ju 87.